# Vườn quốc gia Conguillío
Vườn quốc gia Conguillío là một vườn quốc gia nằm trong dãy Andes, thuộc hai tỉnh Cautín và Malleco, Araucanía, Chile. Tên gọi của nó Conguillío trong ngôn ngữ Mapuche có nghĩa là "nước và hạt giống Araucaria".
Vườn quốc gia có cảnh quan tự nhiên đặc trưng bởi các đảo nhỏ và thảm thực vật hoàn toàn được bao quanh bởi khu vực rộng lớn của dòng dung nham với sự có mặt của núi lửa Llaima cao 3.125 mét và núi lửa dạng tầng Sierra Nevada. Khu rừng rộng lớn được hình thành bởi loài Thông Chile và các loài thuộc họ Cử phương nam, với các hồ nhỏ làm tăng thêm vẻ đẹp tự nhiên nơi đây.

## Lịch sử
Được thành lập vào năm 1950, vườn quốc gia này có diện tích 608 km2 (150.000 mẫu Anh). Năm 1983,nó cùng với Khu dự trữ quốc gia Alto Bío Bío, được UNESCO công nhận là một khu dự trữ sinh quyển thế giới, với tên gọi là Khu dự trữ sinh quyển Araucarias.

## Tự nhiên
sông Lonquimay chảy qua vườn quốc gia và đổ vào Bío Bío. Về thực vật, Nothofagus dombeyi, Nothofagus obliqua, Nothofagus alpina là những loài có mặt trên khắp vườn quốc gia. Một số loài khác cũng được tìm thấy tại đây bao gồm Sồi Lenga, Bách địa cực, Gevuina avellana, Mayten, Tuyết tùng Chile, Thủy tùng đỏ mận Chile có mặt tại khu vực hồ Conguillío và sông Truful-Truful.
Về động vật, đây là nơi trú ẩn của Báo sư tử, Cáo Nam Mỹ, Cáo xám Argentina, Mèo Kodkod cùng nhiều loài chim bao gồm vịt, Đại bàng, bồ câu và Chim điêu.